# Universität Malaysia Sarawak
Die Universität Malaysia Sarawak (UNIMAS) (mal. Universiti Malaysia Sarawak, engl. University of Malaysia, Sarawak) in Kota Samarahan im Bundesstaat Sarawak ist eine 1992 gegründete staatliche Universität in Malaysia. Sie wurde im Rahmen des Regierungsprogramms Vision 2020 gegründet.

## Geschichte
Die Universität wurde im Jahre 1992 im Rahmen des Programms Vision 2020 gegründet. Sie ist die achte staatliche Universität des Landes und die erste die unter dem Entwicklungsprogramm entstand. Im Jahre 1993 wurde der Studienbetrieb mit 30 Dozenten und 118 Studenten aufgenommen. Die ersten Fakultäten waren die Faculty of Social Science und die Faculty of Resource Science and Technology. Ab dem Jahre 1994 wurde die Anzahl der Fachbereiche erhöht und die Studentenzahl stieg kontinuierlich.

## Organisation
Das hauptamtliche Management der Universität wird durch den Vice-Chancellor geleitet. Dieser wird durch eine Board of Directors beaufsichtigt.
Die Universität besteht aus folgenden Fakultäten, Instituten und Zentren:

### Fakultäten
- Faculty of Applied and Creative Arts (FACA)
- Faculty of Cognitive Sciences and Human Development (FCSHD)
- Faculty of Computer Science and Information Technology (FCSIT)
- Faculty of Economics and Business (FEB)
- Faculty of Engineering (FE)
- Faculty of Medicine and Health Sciences (FMHS)
- Faculty of Resource Science and Technology (FRST)
- Faculty of Social Science (FSS)

### Zentren
- Centre for Language Studies (CLS)
- Centre for Academic Information Services (CAIS)
- Centre for Student Development (CSD)
- Centre for Technology Transfer and Consultancy (CTTC)
- Centre for Information and Communication Technology Services (CICTS)
- Centre for Applied Learning and Multimedia (CALM)
- Research and Innovation Management Centre (RIMC)
- Centre for Graduate Studies (CGS)

### Institute
- Institute of Biodiversity and Environmental Conservation (IBEC)
- Institute of East Asian Studies (IEAS)
- Institute of Health and Community Medicine (IHCM)